# Frontera entre el Brasil i l'Argentina
La frontera entre el Brasil i l'Argentina és una frontera internacional entre ambdós estats que separa les províncies argentines de Corrientes i Misiones dels estats brasilers de Rio Grande do Sul, Santa Catarina i Paranà.

## Traçat
En tota la seva extensió, la línia limítrof transcorre per 1.236,2 quilòmetres de rius i canals i més de 25,1 quilòmetres per les conques hidrogràfiques. Inicia en el punt en el que el riu Paranà rep pel seu marge dret les aigües del riu Iguaçú. Continua cap a l'orient per est, travessa les cascades de l'Iguaçú, segueix el seu curs riu amunt fins a prosseguir pels rius San Antonio, Pepirí Guazú i l'Uruguai fins a la desembocadura del riu Cuareim.

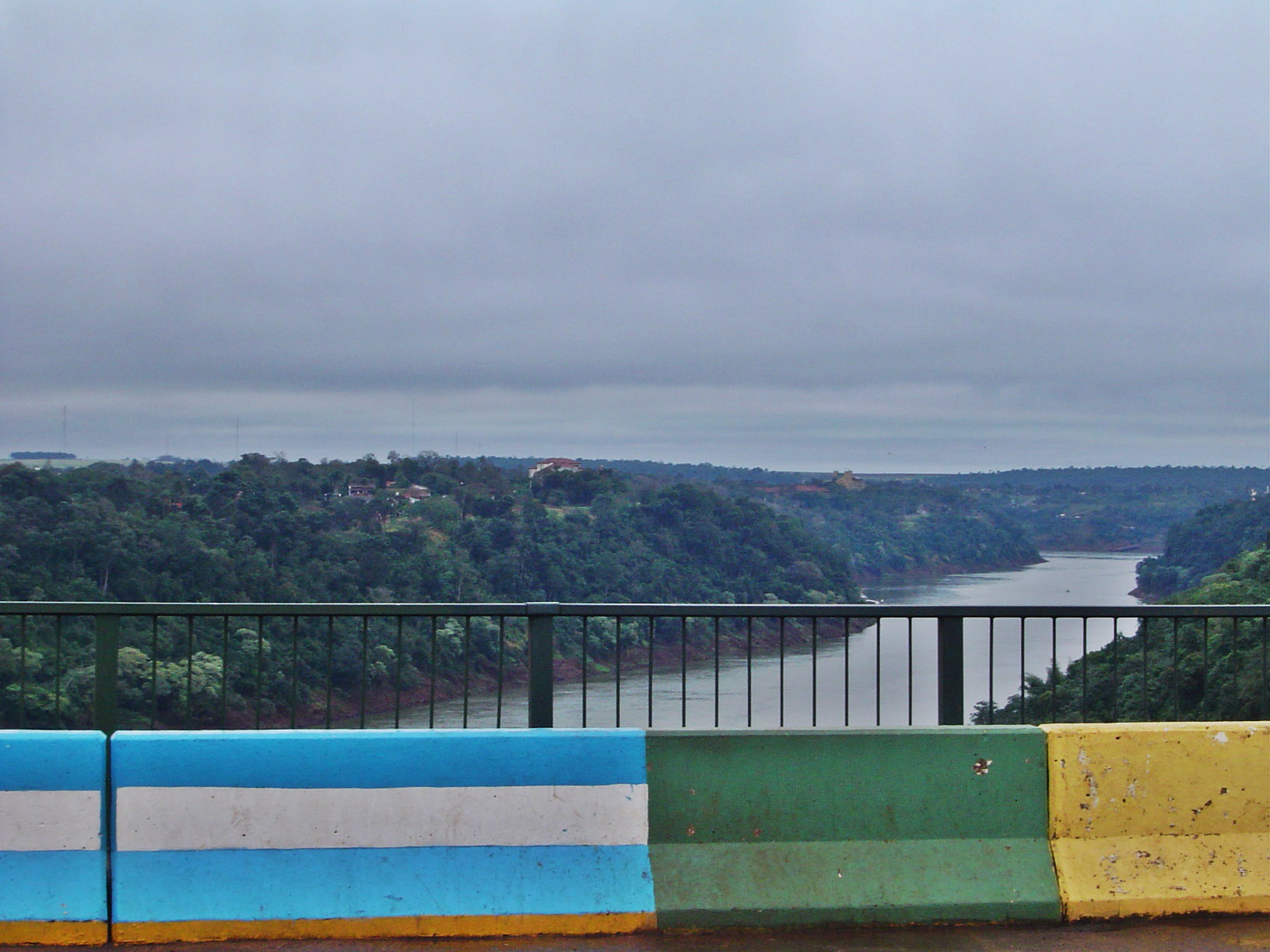
Pont sobre la frontera, situat entre Puerto Iguazú (Argentina) i Foz do Iguaçu (Brasil).

## Història
Els límits de Brasil amb Argentina es troben definits pel Tractat de 1898 (que es basa en el Laude Arbitral de 1895), expedit pel president dels Estats Units Grover Cleveland, i està perfectament marcada. El treball de demarcació estan a càrrec de l'anomenada "Comissió Conjunta d'Inspecció de Fites de la Frontera Brasil-Argentina" (creada el 1970), que ha desplegat 310 fites frontereres.